# Betty Montgomery

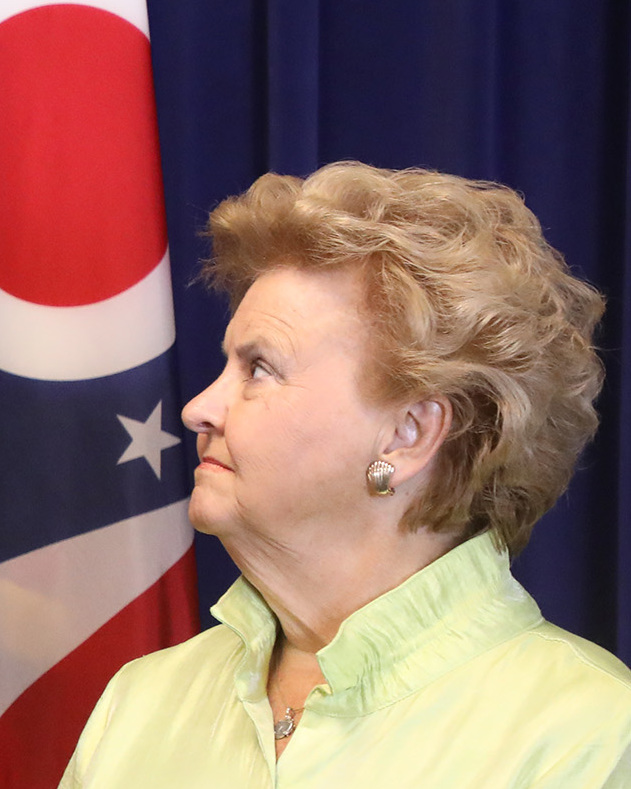
Betty Montgomery, 2019

Betty D. Montgomery (* 3. April 1948 in Johnstown, Pennsylvania) ist eine US-amerikanische Juristin und Politikerin der Republikanischen Partei. Sie war von 1995 bis 2003 Attorney General von Ohio und von 2003 bis 2007 Auditor of State von Ohio.

## Frühe Jahre
Betty D. Montgomery und ihre Zwillingsschwester wurden 1948 im Cambria County (Pennsylvania) geboren, wuchsen aber in Fremont (Ohio) auf. Sie graduierte 1970 mit einem Bachelor of Arts in Englisch und Kunst an der Bowling Green State University. Danach war sie anderthalb Jahre als Hilfslehrerin und Kellnerin tätig. Während dieser Zeit entschied sie sich ein Jurastudium zu verfolgen. Montgomery arbeitete während des Tages und studierte Jura in der Nacht. Sie suchte eine Stelle als Referendarin. Zu jener Zeit konnte eine Frau aber nur als Referendarin für einen weiblichen Richter am Court of Common Pleas vom Lucas County tätig sein. Es gab dort einen weiblichen Richter, aber keine freie Stelle in ihrem Stab. Montgomery war höflich und hartnäckig. Sie rief in regelmäßigen Abständen bei Gericht an, um zu überprüfen, ob sich etwas geändert hatte. Als ein Richter sich dazu entschloss, die Stelle als Criminal Clerk zu einem Sekretariatsposten umzuwandeln, bewarb sich Betty Montgomery. Die Frage, ob sie tippen könne, bejahte sie und nahm die Stelle an, die kurz darauf wieder in eine Referendarstelle umgewandelt wurde. Während ihres dreijährigen Beschäftigungsverhältnisses beim Richter erkannte sie, dass sie als Strafverteidigerin tätig sein wollte. 1976 machte sie ihren Juris Doctor am College of Law der University of Toledo.

## Öffentlicher Dienst
Ihre erste politische Kampagnenarbeit fand im Auftrag von Charles Kurfess statt, der zwei Amtszeiten als Speaker im Repräsentantenhaus von Ohio tätig war und den amtierenden Gouverneur Jim Rhodes bei den republikanischen Vorwahlen 1978 herausforderte. Kurfess kandidierte für das Amt des Gouverneurs von Ohio mit einer Frau als sein Running Mate. Seine Fortschrittlichkeit in dieser Hinsicht spornte wiederum Montgomery an sich um ein öffentliches Amt zu bewerben. Während sie Wahlkampf für Kurfess betrieb, traf sie auf John Cheetwood, den Staatsanwalt vom Wood County. In der gleichen höflichen, anhaltenden Weise, in der sie sich um die Referendarstelle bemühte, überprüfte sie in regelmäßigen Abständen im Büro des Staatsanwalts vom Wood County, ob eine offen Stelle zur Verfügung stand. Es ergab sich, dass der Kanzleipartner von Cheetwood in Teilzeit als Jugendstaatsanwalt tätig war. Die Arbeitsbelastung erwies sich für ihn irgendwann als zu viel. Als eines Tages Montgomery anrief, hatte der Partner Cheetwood zuvor über seinen Weggang informiert.
Montgomery erhielt eine Anstellung als stellvertretende Staatsanwältin. Sie wurde die einzige Staatsanwältin im Wood County auf Vollzeitbasis. Es erwies sich für sie als großer Glücksfall mit der Polizei, den sozialen Einrichtungen und den Richtern zusammenzuarbeiten, um so die Gemeinde kennenzulernen. 1978 nahm sie die Stelle als Staatsanwalt von Perrysburg (Ohio) an mit einer Gehaltserhöhung von 3000 US-Dollar. Die Stelle war als Teilzeitstelle ausgelegt, aber sie arbeitete auf Vollzeitbasis. Montgomery war der Auffassung, dass es Unrecht gewesen wäre, die Strafverfolgung auf Teilzeit zu verfolgen, wenn so viele auf Vollzeit arbeiteten, um ihr die Fälle vorzulegen. Sie übte diese Tätigkeit eineinhalb Jahre aus.
Am Freitag vor dem Dienstag, an dem die Wahlantragsfrist 1980 endete, entschied sich John Cheetwood dagegen ein weiteres Mal für das Amt des Staatsanwalts vom Wood County zu kandidieren. Infolge der kurzen Zeit konnte die Partei keinen Kandidaten aufstellen. Der Parteivorsitzende Chuck Kurfess rief am Samstagmorgen bei Montgomery an und forderte sie auf zu kandidieren. Sie sagte ja, aber bis Montag waren auch andere zu Vorwahl erfasst. Es gab Bedenken, dass eine Frau diesen Posten bekleiden sollte. Bis dahin wurde keine Frau zum Staatsanwalt im Staat Ohio gewählt. Montgomery gewann die Vorwahlen und die folgenden Wahlen. Sie wurde die einzige weibliche Staatsanwältin im Staat. In der Folgezeit wurde sie einmal wiedergewählt und kandidierte für weitere Amtszeit, als Senatspräsident Paul Gillmor beschloss von seinem Senatssitz zurückzutreten, um für den Kongress zu kandidieren.

## Ohio General Assembly
Drei Personen kandidierten für den vakanten Sitz von Gillmor im 2. Senatsbezirk von Ohio. Der Bezirk war zwischen den Demokraten und den Republikanern 50 zu 50 aufgeteilt. Montgomery gewann die Vorwahlen und die folgenden Wahlen. Im Senat hatte sie dann den Vorsitz im Criminal Justice Subcommittee und war stellvertretende Vorsitzende im Senate Judiciary Committee. Montgomery engagierte sich viel. Sie war der einzige Senator, der zum Staatsanwalt gewählt wurde. In diesem Zusammenhang bearbeitete sie zumeist rechtliche Belange. Montgomery verfasste das erste Patientenverfügungsgesetz von Ohio, welches nach 17 Überarbeitungen fertiggestellt wurde. Zu ihren weiteren Leistungen zählen die Brownfields Legislation, das Ohio’s Victims’ Rights Law und die Förderung des Gesetzesentwurfs zwecks Schaffung von Ohios Lake Erie Autokennzeichens.

## Attorney General und Auditor of State
Zu Beginn ihrer politischen Laufbahn trat man an sie heran, ob sie für den Posten als Auditor of State von Ohio kandidieren würde. Sie lehnte damals ab. 1994 gab es nicht viele Kandidaten, die bereit waren gegen den amtierenden Attorney General Lee Fisher von der Demokratischen Partei zu kandidieren. Auf das Drängen der republikanischen Parteiführung, insbesondere des zukünftigen Speaker of the House Jo Ann Davidson, stimmte sie zu für den Posten zu kandidieren. Montgomery gewann die Wahl und wurde die erste weibliche Attorney General und der erste republikanische Attorney General nach 24 Jahren.
Als Attorney General managte sie einen Stab von über 1.400 Leuten. Montgomery war eine Unterstützerin der Rechte von Opfern und setzte sich für eine Aufstockung der Mittel der lokalen Strafverfolgungsbehörden. Sie führte Neuerungen betreffend Spurensicherung (CSI) ein. Darunter waren durchsuchbare automatische Fingerabdruck-Systeme, eine staatliche DNA-Datenbank und eine Ballistik-Datenbank. Montgomery ließ drei neue Kriminallabore im Staat bauen. Sie unterstützte aktiv Bemühungen, um Ohios Verbraucher vor betrügerischen Unternehmen zu schützen. Die Behörde legte ehrgeizige Ziele fest und übertraf sie. In sieben von acht Jahren gewann die Behörde den Award für das beste Mandat, welches vom Obersten Gerichtshof der Vereinigten Staaten erfasst wurde. Die Behörde wurde als bedeutendster Konsumentenschützer im Land wahrgenommen. Ferner arbeitete sie mit politischen Führern zusammen, um Millionen von US-Dollar aus dem Tabakvergleichsfonds aufzuteilen, der das Ergebnis einer eingereichten Klage gegen Tabakunternehmen war, um Schulen zu bauen und für Tabakentwöhnung und Bildung zu sorgen. Eine weitere Initiative für die Behörde war ein Pro-Bono-Projekt, wo die Anwälte im Stab einen Teil ihres Zeitausgleichs verwendeten, um ältere Menschen im ganzen Staat bei einfachen rechtlichen Belangen zu unterstützen. Das Projekt gewann einen Award von der American Bar Association. Montgomery errang 1998 einen Sieg bei ihrer Wiederwahl. Sie holte mehr Stimmen als irgendein anderer Kandidat für ein Amt auf dem Stimmzettel.
Wegen der Beschränkung auf zwei Amtszeiten konnte sie 2001 nicht für eine weitere Amtszeit als Attorney General kandidieren. Zu jener Zeit trat der Vorsitzende der Republikanischen Partei in Ohio Robert Bennett an sie heran zwecks ihrer Kandidatur für den Posten als Auditor of State. Montgomery gewann die Wahl und holte erneut die meisten Stimmen. Ihrem Engagement als Auditor of State folgten gute Ergebnisse.
2006 kandidierte sie für die republikanische Nominierung für das Amt des Gouverneurs von Ohio, verlor aber die Vorwahlen. Im selben Jahr kandidierte sie erneut für das Amt des Attorney General, erlitt aber eine Niederlage gegenüber dem Demokraten Marc Dann in einer engen Wahl.

## Gemeindedienst
Während ihrer Zeit als Staatsanwältin war sie ein Mitglied der League of Women Voters. Dabei stellte sie fest, dass viele Belange der League mit ihrer Arbeit übereinstimmten. Daraufhin beschränkte sie ihr Engagement, um Interessenskonflikte zu vermeiden.
Montgomery ist als Of counsel bei der Kanzlei MacMurray, Petersen & Shuster LLP in New Albany (Ohio) tätig. Sie sitzt im Kuratorium der Bowling Green State University und beriet das Büro des Gouverneurs das Problem mit Opiaten im Staat betreffend. Ferner sitzt sie im State Central Committee der Republikanischen Partei von Ohio.
Montgomery arbeitet für die Capitol Square Foundation sowie die Ohio Women’s Bar Association. 2014 wurde sie zu Vorsitzenden im Board of Prevent Blindness Ohio gewählt. Sie hat auch den Vorsitz bei The Jo Ann Davidson Ohio Leadership Institute, welches versucht die Anzahl der republikanischen Frauen im öffentlichen und Zivildienst sowie der Parteiführung zu erhöhen.